# Sadiq El Fitouri
 (août 2022).
Sadiq Abdulhakim El Fitouri, (en arabe: صديق الفيتوري) né le 10 octobre 1994 à Benghazi, est un footballeur international libyen. Il évolue au poste de défenseur droit à Chesterfield.

## Carrière

### En club
Sadiq El Fitouri rejoint le Salford City FC en décembre 2014, et joue son premier match pour le club le 3 janvier 2015. Ses performances lors de ce match et lors des entraînements impressionnent Paul Scholes et Phil Neville qui recommandent le joueur à l'entraîneur de l'équipe réserve de Manchester United, Warren Joyce. Après un essai au club d'une semaine et demi, El Fitouri s'engage avec les mancuniens à la fin du mois de janvier 2015 pour un an et demi. Il joue son premier match le 23 février 2015, contre l'équipe réserve de Sunderland. Il fait partie de la liste des joueurs nommés pour participer au championnat d'Angleterre avec l'équipe première lors de la saison 2016-2017.
Le 2 février 2017, il rejoint Chesterfield.

### En sélection
Il joue son premier match avec l'équipe de Libye le 6 juin 2015, contre le Mali.

## Statistiques
| Saison                | Club                  | Championnat           | Championnat | Championnat | Coupe nationale | Coupe nationale | Coupe de la Ligue | Coupe de la Ligue | Supercoupe | Supercoupe | Compétition(s) continentale(s) | Compétition(s) continentale(s) | Compétition(s) continentale(s) | Libye | Libye | Total | Total |
| Saison                | Club                  | Division              | M.          | B.          | M.              | B.              | M.                | B.                | M.         | B.         | Comp.                          | M.                             | B.                             | M.    | B.    | M.    | B.    |
| 2015-2016             | Manchester United     | Premier League        | 0           | 0           | 0               | 0               | 0                 | 0                 | -          | -          | C1+C3                          | 0+0                            | 0+0                            | 5     | 0     | 5     | 0     |
| 2016-2017             | Manchester United     | Premier League        | 0           | 0           | 0               | 0               | 0                 | 0                 | 0          | 0          | -                              | -                              | -                              | -     | -     | 0     | 0     |
| Total sur la carrière | Total sur la carrière | Total sur la carrière | 0           | 0           | 0               | 0               | 0                 | 0                 | 0          | 0          | -                              | 0                              | 0                              | 5     | 0     | 5     | 0     |

## Vie privée
Il possède un frère, Hamam El Fitouri, qui joue avec les équipes de jeunes du Burnley FC.